# Diócesis de Kilwa-Kasenga
La diócesis de Kilwa-Kasenga (en latín: Dioecesis Kilwaënsis-Kasengaënsis y en francés: Diocèse de Kilwa-Kasenga) es una circunscripción eclesiástica de la Iglesia católica en la República Democrática del Congo. Se trata de una diócesis latina, sufragánea de la arquidiócesis de Lubumbashi. Desde el 17 de enero de 2024 su obispo es Désiré Lenge Mukwenye.

## Territorio y organización
La diócesis tiene 54 000 km² y extiende su jurisdicción sobre los fieles católicos de rito latino residentes en la provincia de Alto Katanga en los territorios de Kasenga y Pweto y la mitad septentrional del de Mitwaba.
La sede de la diócesis se encuentra en la ciudad de Kilwa, en donde se halla la Catedral de San Andrés. En Kasenga se encuentra la Concatedral de la Santa Cruz.
En 2021 en la diócesis existían 20 parroquias.

## Historia
La prefectura apostólica del Lago Moero fue erigida el 8 de julio de 1948 con la bula In Congo Belgico del papa Pío XII, obteniendo el territorio del vicariato apostólico de Lulua y Katanga Central (hoy diócesis de Kamina).
El 24 de agosto de 1962, como resultado de la bula Candida Christi del papa Juan XXIII, la prefectura apostólica fue elevada a diócesis y asumió el nombre de diócesis de Kilwa.
El 24 de abril de 1971 cedió una parte de su territorio para la erección de la diócesis de Manono mediante la bula Qui regno Christi del papa Pablo VI.
El 21 de enero de 1977 se amplió con una parte del territorio que pertenecía a la arquidiócesis de Lubumbashi mediante el decreto Quo facilius.
El 4 de agosto de 1977 asumió su actual nombre de diócesis de Kilwa-Kasenga.

## Estadísticas
Según el Anuario Pontificio 2022 la diócesis tenía a fines de 2021 un total de 443 000 fieles bautizados.
| Año                                                                             | Población            | Población | Población      | Sacerdotes | Sacerdotes    | Sacerdotes    | Bautizados por sacerdote | Diáconos permanentes | Religiosos | Religiosos | Parroquias |
| Año                                                                             | Bautizados católicos | Total     | % de católicos | Total      | Clero secular | Clero regular | Bautizados por sacerdote | Diáconos permanentes | Varones    | Mujeres    | Parroquias |
| ------------------------------------------------------------------------------- | -------------------- | --------- | -------------- | ---------- | ------------- | ------------- | ------------------------ | -------------------- | ---------- | ---------- | ---------- |
| 1950                                                                            | 10 506               | 67 465    | 15.6           | 14         |               | 14            | 750                      |                      |            | 8          |            |
| 1969                                                                            | 31 419               | 122 500   | 25.6           | 26         | 7             | 19            | 1208                     |                      | 24         | 31         | 16         |
| 1980                                                                            | 109 671              | 255 331   | 43.0           | 20         | 3             | 17            | 5483                     |                      | 21         | 44         | 19         |
| 1990                                                                            | 134 030              | 353 770   | 37.9           | 17         | 6             | 11            | 7884                     |                      | 20         | 38         | 70         |
| 1999                                                                            | 143 362              | 415 623   | 34.5           | 25         | 17            | 8             | 5734                     |                      | 10         | 43         | 82         |
| 2000                                                                            | 147 828              | 440 249   | 33.6           | 31         | 23            | 8             | 4768                     |                      | 10         | 41         | 80         |
| 2001                                                                            | 148 357              | 491 435   | 30.2           | 40         | 32            | 8             | 3708                     |                      | 11         | 41         | 81         |
| 2002                                                                            | 130 200              | 441 716   | 29.5           | 29         | 19            | 10            | 4489                     |                      | 12         | 37         | 14         |
| 2003                                                                            | 128 000              | 440 000   | 29.1           | 24         | 16            | 8             | 5333                     |                      | 9          | 30         | 14         |
| 2004                                                                            | 130 000              | 450 000   | 28.9           | 23         | 16            | 7             | 5652                     |                      | 8          | 22         | 14         |
| 2006                                                                            | 131 147              | 411 474   | 31.9           | 27         | 20            | 7             | 4857                     |                      | 9          | 30         | 14         |
| 2013                                                                            | 247 221              | 564 000   | 43.8           | 38         | 23            | 15            | 6505                     |                      | 20         | 39         | 18         |
| 2016                                                                            | 342 013              | 672 000   | 50.9           | 39         | 25            | 14            | 8769                     |                      | 25         | 39         | 19         |
| 2019                                                                            | 371 600              | 725 700   | 51.2           | 39         | 25            | 14            | 9528                     |                      | 25         | 45         | 19         |
| 2021                                                                            | 443 000              | 844 000   | 52.5           | 37         | 23            | 14            | 11 972                   |                      | 25         | 47         | 20         |
| Fuente: Catholic-Hierarchy, que a su vez toma los datos del Anuario Pontificio. |                      |           |                |            |               |               |                          |                      |            |            |            |

## Episcopologio
- Jean François Waterschoot, O.F.M. † (19 de noviembre de 1948-1962 renunció)
- Joseph Alain Leroy, O.F.M. † (24 de agosto de 1962-19 de diciembre de 1975 renunció)
- André Ilunga Kaseba † (19 de diciembre de 1975-9 de abril de 1979 nombrado obispo de Kalemie-Kirungu)
- Dominique Kimpinde Amando † (28 de marzo de 1980-31 de marzo de 1989 nombrado obispo de Kalemie-Kirungu)
  - Sede vacante (1989-1992)
- Jean-Pierre Tafunga, S.D.B. † (6 de octubre de 1992-10 de junio de 2002 nombrado obispo de Uvira)
  - Sede vacante (2002-2005)
- Fulgence Muteba Mugalu (18 de marzo de 2005-22 de mayo de 2021 nombrado arzobispo de Lubumbashi)
- Désiré Lenge Mukwenye (17 de enero de 2024-presente).